# 東京恩寵教会

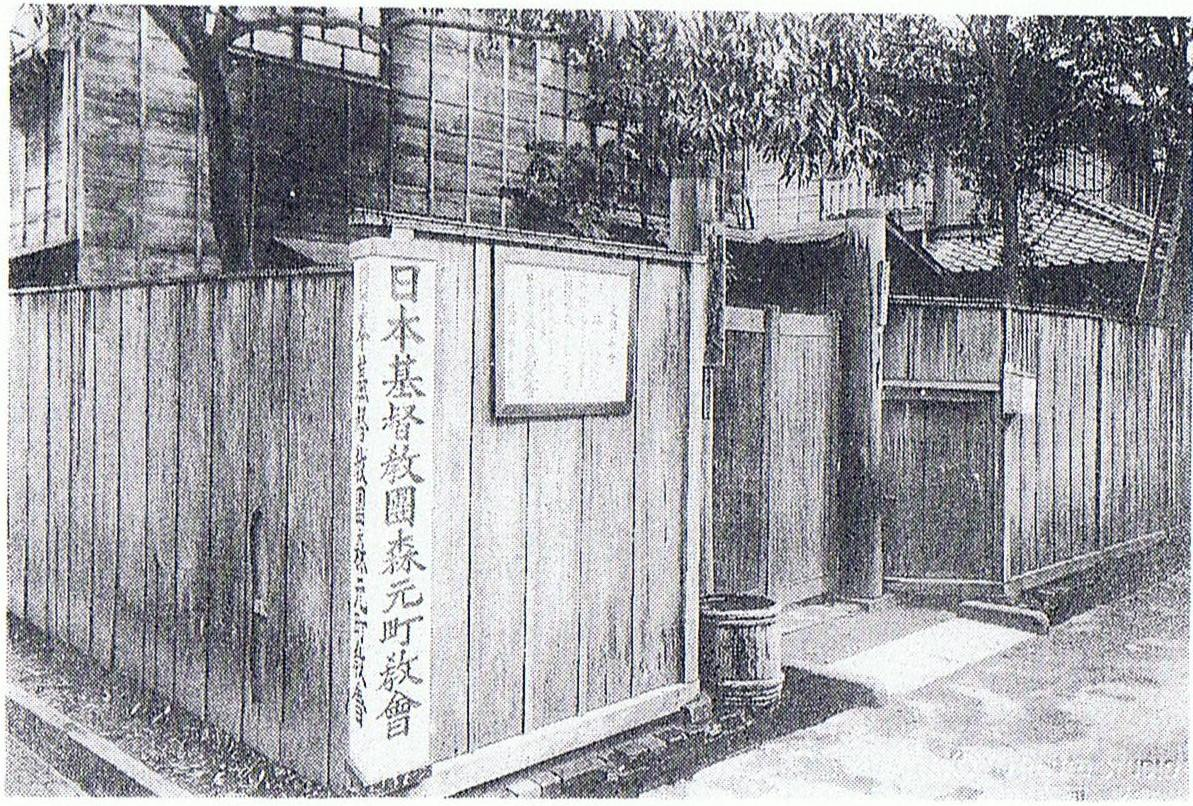
前身の森元町教会(東京府麻布区) 1942年

東京恩寵教会（とうきょうおんちょうきょうかい）は、東京都渋谷区恵比寿西にある日本キリスト改革派教会の教会。日本キリスト改革派教会は、同教会に大会事務所を置く。

## 沿革
- 1942年 - 常葉隆興が麻布区森元町に日本基督教会森元町教会を設立した。
- 1943年 - 日本基督教団に統合される。
- 1947年 - 常葉牧師は森元町教会と共に日本基督教団を離脱する。日本キリスト改革派教会の創立に中心的役を割果たす。
- 1951年 - 渋谷区恵比寿に会堂が建てられ、東京恩寵教会と改称する。
- 1966年 - 常葉隆興が牧師を退職する。
- 1967年 - 榊原康夫が牧師に就任する。
- 2001年 - 榊原康夫が定年引退し、三野孝一が牧師に就任する。

## 主な会員
- 稲垣久和 -　東京基督教大学教授